# Ị̀
Ị̀ (minuscule : ị̀), appelé I accent grave point souscrit, est une lettre latine utilisée dans l’écriture de l’ezaa, de l’igbo, de l’igede et de l’izi.
Il s’agit de la lettre I diacritée d’un accent grave et d’un point souscrit.

## Utilisation
En Igbo, l’accent grave indique le ton bas, mais celui-ci n’est pas toujours utilisé.

## Représentations informatiques
Le I accent grave point souscrit peut être représenté avec les caractères Unicode suivants : 
- composé et normalisé NFC (latin étendu additionnel, diacritiques)[1],[2] :

| formes    | représentations | chaînes de caractères | points de code | descriptions                                                      |
| --------- | --------------- | --------------------- | -------------- | ----------------------------------------------------------------- |
| capitale  | Ị̀               | Ị◌̀                    | U+1ECA U+0300  | lettre majuscule latine i point souscrit diacritique accent grave |
| minuscule | ị̀               | ị◌̀                    | U+1ECB U+0300  | lettre minuscule latine i point souscrit diacritique accent grave |

- décomposé et normalisé NFD (latin de base, diacritiques) :

| formes    | représentations | chaînes de caractères | points de code       | descriptions                                                                  |
| --------- | --------------- | --------------------- | -------------------- | ----------------------------------------------------------------------------- |
| capitale  | Ị̀               | I◌̣◌̀                   | U+0049 U+0323 U+0300 | lettre majuscule latine i diacritique point souscrit diacritique accent grave |
| minuscule | ị̀               | i◌̣◌̀                   | U+0069 U+0323 U+0300 | lettre minuscule latine i diacritique point souscrit diacritique accent grave |